# Пехотское
Пехотское (укр. Піхоцьке) — упразднённое село в Овручском районе Житомирской области Украины. Относилось к Руднянскому сельсовету.

## География
Бывшее село расположено в 24 км северо-северо-восточнее райцентра, в 2,6 км (по прямой) от центра сельсовета.

## История
На 1906 год село (первоначально — хутор Пехотский) относилось к Гладковичской волости Овручского уезда Волынской губернии, тогда там насчитывался 31 двор, проживали 181 человек
На 1981 год население села составляло 160 человек. Население стало сокращаться после аварии на Чернобыльской АЭС в 1986 году. 12 января 1993 года согласно распоряжению Кабинета министров Украины территория, на которой расположено село, была отнесена ко второй зоне радиационного загрязнения, предусматривающей обязательное безусловное отселение, в этой зоне также запрещена любая хозяйственная деятельность: капитальное строительство, аренда земли, рубка леса и т. д.
13 января 2009 года по решению Житомирской областной рады село Пехотское было снято с учёта в связи с отсутствием постоянного населения. Однако на 2013 год здесь ещё оставался 1 постоянный житель, проживавший недалеко от въезда в бывшее село.

## Население
- 1906—181 житель
- 1981—160 жителей
- 2013 — 1 житель

## Адрес местного совета
11111, Житомирская область, Овручский р-н, с. Рудня, Школьная, 24